# Crisanto Antonio Bello
Crisanto Antonio Bello Vetencourt (Caracas, Venezuela, 26 de septiembre de 1972) es un empresario, escritor, editor y abogado genealogista venezolano.  
Es hijo del doctor Crisanto Bello Paoli, abogado y empresario, y de María Elena Vetencourt Matute. En 2008 se convirtió en el fundador, director y presidente ejecutivo del Grupo Macpecri Media, y desde 2018 es el fundador y presidente de la Corporación CABV, grupo de compañías de abogados genealogistas a la que pertenece la firma Sefar Universal. Es el fundador y presidente de la editorial Buscando la Verdad y de Sefar Foundation desde 2021, y desde 2022 es el creador y presidente de la Fundación NIM (Nutrición Infantil Mundial) y de la empresa Inver Invest, una plataforma de negocios internacionales.

## Carrera
Culminó sus estudios de Derecho en la Universidad Católica Andrés Bello. Desde 1993 se desempeñó en los tribunales venezolanos, siendo escribiente en el Tribunal Séptimo Penal de Primera Instancia de Caracas, y funcionó como el Asistente Legal de la Consultoría Jurídica del Ministerio de Fomento entre 1994 y 1996. A inicios del siglo XXI llevó a cabo una especialización en Derecho de Familia en la Universidad de Salamanca, España, y un doctorado en Derecho Patrimonial por la Universidad Pompeu Fabra de Barcelona, así como una maestría en Ciencias del Grafismo en la Universidad Autónoma de Barcelona.
Desde 1993 es miembro del Instituto Venezolano de Genealogía. Así mismo, desde 2021 es miembro de la Academia Colombiana de Genealogía, en la que ocupa el sillón 38.
Igualmente ha sido conferencista de Provive de Venezuela, coordinador del Comité de Recursos de ICREA, colaborador y fundador de TV Familia, fundador del Programa Sonrisa en la UCAB, y fundador del Comité de Cultura del Liceo Los Arcos junto con José Luis Alvarenga, quien fuera presidente del Consejo Nacional de la Cultura de Venezuela.
En 2008 fue fundador del Grupo Editorial Macpecri, empresa que durante varios años ha sido la responsable de la publicación de El Desafío de la Historia, de la cual fue director. siendo una revista especializada en historia de Venezuela que ha contribuido a la popularización de los temas de historia en el país y se ha convertido en referencia obligada para la historiografía nacional. También se desempeñó como director de la Cámara del Libro en Venezuela. 
En enero de 2019 funda Sefar Universal con el propósito de prestar asesoría jurídica a las personas naturales con orígenes sefardíes y por extensión europeos, para la tramitación de sus estatus de ciudadanía europea. En este tema ya había incursionado en el año 2008 con la nacionalidad italiana. Desde su fundación, ha fungido como presidente de las siete divisiones de los grupos de empresas, las cuales se localizan en España, Colombia, Venezuela, Costa Rica, México, Portugal y Estados Unidos.
Es creador, editor y autor de la colección infantiles de Jungla Caribe, de la cual se imprimieron y distribuyeron en Venezuela más de un millón de ejemplares. Fue ésta una colección que se creó para rescatar el conocimiento de los animales suramericanos en peligro de extinción y que tuvo por finalidad la educación de los niños en valores y lecciones de escuela, siendo un proyecto realizado en alianza con McDonald's, quienes, por primera vez, sustituyeron el juguete que se regalaba con la cajita feliz por uno de estos libros. 
Igualmente, fue creador, director y editor de la colección infantil Grandes Niños, que tiene como finalidad acercar al niño a los personajes históricos y a la identificación con una profesión u oficio, mientras se van formando en valores. Sus números fueron publicados en español, francés e inglés.
También fue creador del sello editorial GM Cómics (Cambiar por GM Comics). bajo el cual se publicaron títulos como Xibraltar 1666 (junto a Ívoli Noguera y Lala Canel), Micauro (junto con Lala Canel, David Flores y Ángelo Quintero) y Camioneticas de Combate Go! (junto a Juan Martínez, José Carlos Chacón y Víctor Martín). 
Así mismo fue responsable, en colaboración con Sheila Salazar y Maribel Espinoza, de la publicación Todo Sobre, colección monográfica periódica de temas históricos, al igual que la colección Nueva Era, revista de espiritualidad en unión con María García de Fleury.
En 2008 comienza su labor editorial con la creación y dirección de la revista El Desafío de la Historia, junto a Elías Pino Iturrieta, Asdrúbal Baptista, Inés Quintero, Vilma Lehmann y Claudia Parra Gabaldón. Dicho título se convirtió en una referencia para la historia del país que reúne las principales firmas de intelectuales de Venezuela.
A principios de 2022, Bello obtiene la nacionalidad española en virtud de la Ley de Reparación Histórica por la expulsión de los judíos sefardíes, donde logró demostrarle al gobierno de España su ascendencia de una mujer que fue quemada en la hoguera por el Tribunal de la inquisición de Llerena. 
A través de su desempeño en Sefar Universal ha contribuido a impulsar el concepto del derecho genealogista, según el cual se busca, con la asesoría de un equipo multidisciplinario, la restitución de los derechos históricos de personas naturales tomando como asidero su árbol genealógico, para determinar así su ascendencia sefardí y, por extensión, europea.

## Publicaciones
- Bello, Crisanto (2022). «Hacia la delimitación del derecho genealogista». Derecho y Sociedad (Caracas: Facultad de Ciencias Jurídicas y Políticas de la Universidad Monteávila) (19): 5-22. ISSN 1317-2778.